# Довге відлуння
«Довге відлуння» — радянський телефільм 1983 року, знятий режисером Альфредом Шестопаловим на студії «Укртелефільм».

## Сюжет
За повістю О. Михайленка «Обеліск». Фільм про почуття обов'язку молоді перед тими, хто під час Німецько-радянської війни віддав свої життя. Молодому скульптору доручили висікти на пам'ятнику імена мешканців села, які загинули за Батьківщину.

## У ролях
- Сергій Проханов — головна роль
- Антоніна Максимова — Орися
- Юрій Горобець — роль другого плану
- Костянтин Степанков — роль другого плану
- Ольга Матешко — роль другого плану
- Микола Гринько — роль другого плану
- Володимир Дальський — роль другого плану
- Олександр Ануров — роль другого плану
- Олександра Ровенських — роль другого плану

## Знімальна група
- Режисер — Альфред Шестопалов
- Сценарист — Альфред Шестопалов
- Оператор — Ігор Примісський
- Композитор — Ігор Поклад